# Titularbistum Dragonara
Dragonara ist ein Titularbistum der römisch-katholischen Kirche.
Es geht zurück auf einen antiken Bischofssitz in der Stadt Torremaggiore, die sich in der italienischen Region Apulien befindet. Es gehörte der Kirchenprovinz Benevento an.
| Titularbischöfe von Dragonara |                                                                     |                                                        |                   |                 |
| Nr.                           | Name                                                                | Amt                                                    | von               | bis             |
| 1                             | Szczepan Wesoły seit 7. Februar 1994 Titularerzbischof pro hac vice | Weihbischof in Gniezno (Polen)                         | 11. Dezember 1968 | 28. August 2018 |
| 2                             | Jean-Crispin Kimbeni Ki Kanda                                       | Weihbischof in Kinshasa (Demokratische Republik Kongo) | 29. Juni 2020     | 11. Juni 2022   |
| 3                             | Jean Nicolas Rakotojaona                                            | Weihbischof in Morondava (Madagaskar)                  | 19. Mai 2023      |                 |